# Beklemisevszkaja torony
A Beklemisevszkaja torony (Беклемишевская, korábban párhuzamosan nevezték Москворецкая bástyának is a közeli Moszkva folyóról) a moszkvai Kreml falának keleti csúcsán található. Nevét Ivan Nyikityics Beklemisev középkori bojárról kapta, akinek udvarháza a Kreml falán belül ehhez a toronyhoz csatlakozva helyezkedett el. A torony a Kreml háromszögének két másik csúcsán elhelyezkedő tornyokhoz, a Vodovzvodnaja és az Uglovaja Arszenalnaja toronyhoz hasonlóan hengeres. (A Kreml falának összes többi tornya négyzetes alapokra épült).

## Leírása
A 46,2 méter magas hengeres bástyának négy belső szintje van. A legfelsőbb szinten van a harci tér, ahol a bástya körerkélyének padlózatában nyílások (francia szakszóval mâchicoulis) vannak a lefelé irányuló tüzelés céljára. A torony hengeres részében ritkán elhelyezett keskeny ablakok vannak. A tornyot nyolcszögű csúcsépítmény koronázza tetőablakokkal, szélkakassal. Építészeti szakértők és történészek a Kreml egyik legszebb, legarányosabb tornyának tartják.

## Története
A bástyát 1487-88-ban, a Kreml védműveinek megújításakor építették Marco Ruffo olasz építész tervei alapján egy korábbi védmű helyén. A történészek többsége szerint ez a bástya az egyetlen a Kreml falán, amin a századok során nem sokat változtattak, bár egyes vélemények szerint ezt is lerombolták Napóleon csapatai és újjá kellett építeni. A 20. században is csak kozmetikai javításokat végeztek rajta. 1973-ban a torony csúcsának cseréptetejét rézlemezekkel cserélték ki.

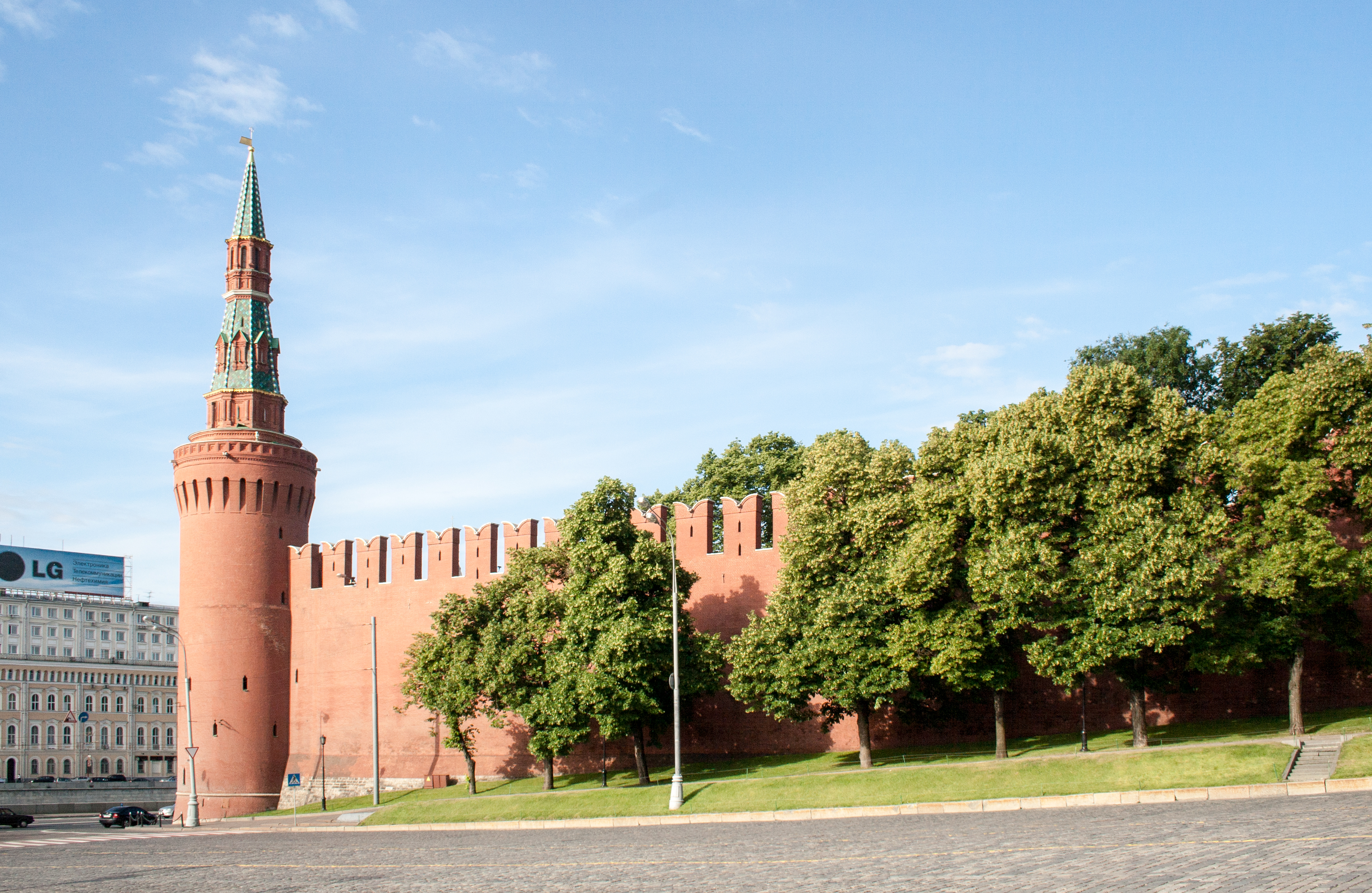
A Beklemisevszkaja torony a Vasziljevszkij lejtő felől

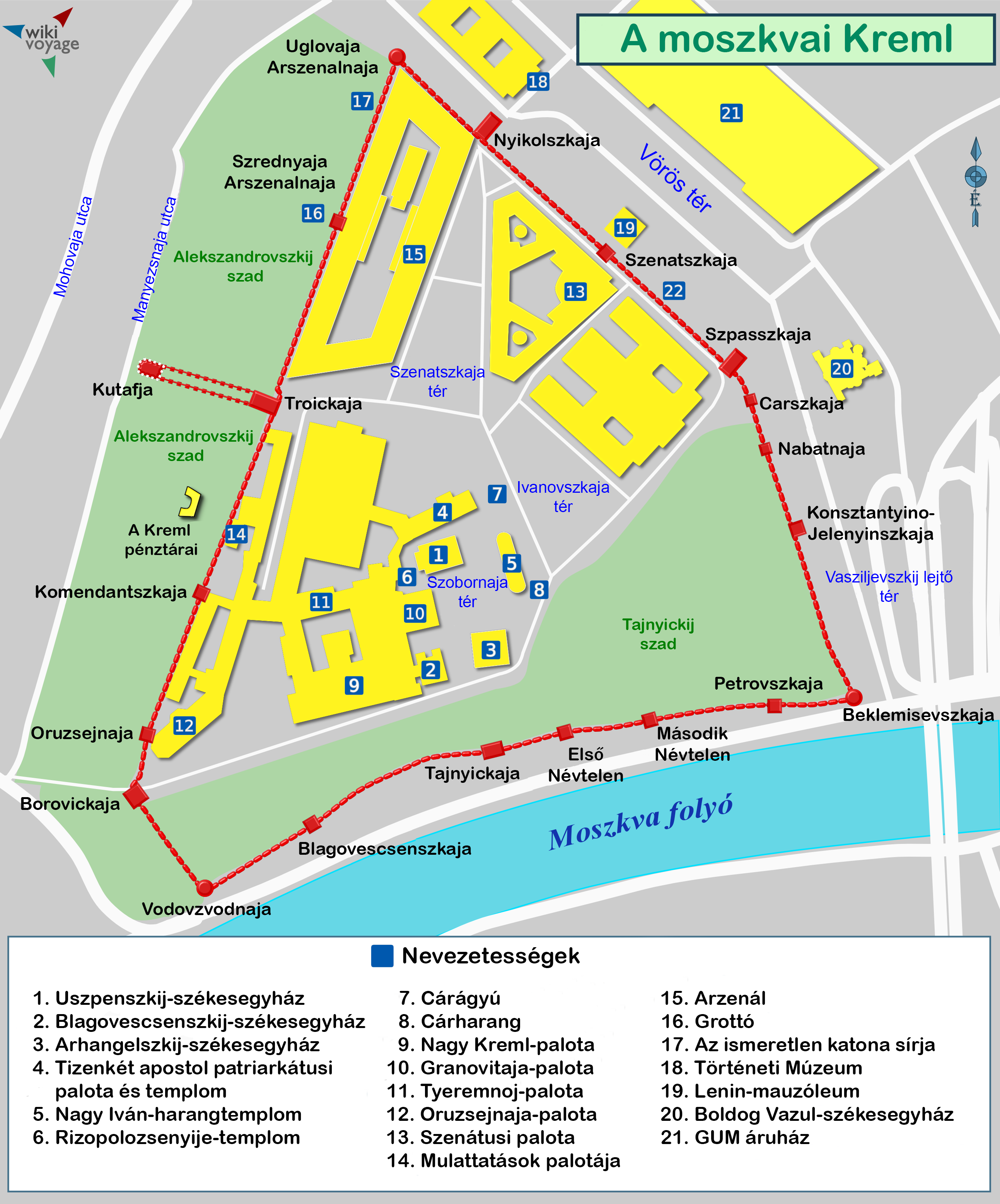
A Kreml látnivalóinak vázlatos térképe

## Fordítás
- Ez a szócikk részben vagy egészben  a(z)   Беклемишевская башня című orosz Wikipédia-szócikk ezen változatának fordításán alapul.  Az eredeti cikk szerkesztőit annak laptörténete sorolja fel. Ez a jelzés csupán a megfogalmazás eredetét és a szerzői jogokat jelzi, nem szolgál a cikkben szereplő információk forrásmegjelöléseként.